# Gaius Valerius Pudens
Gaius Valerius Pudens was een Romeins militair en politicus die zo rond het haar 200 het hoogtepunt van zijn carrière beleefde.
Valerius Pudens was afkomstig uit de Africaanse stad Cuicul, het huidige Djémila in Algerije. Voordat hij tot gouverneur van Germania Inferior werd benoemd had hij al eerder een commando in Pannonia Inferior bekleed. Omstreeks 202 of 203 werd hij tot gouverneur van gouverneur van Britannia benoemd. Hij diende daar tot ongeveer 206 n.Chr.
Een inscriptie in het fort van Bainbridge in Yorkshire vertelt dat er daar onder zijn gouverneurschap nieuwe barakken zijn gebouwd, mogelijk in verband met recente opstanden door de Brigantes.

## Voetnoten
1. ↑  Anthony R. Birley. Septimius Severus, the  African emperor, blz 172. Routledge. ISBN 0-415-16591-1